# Frank Lukis
Vous lisez un « bon article » labellisé en 2022.
Francis William Fellowes Lukis, dit Frank Lukis, né le 27 juillet 1896 à Balingup et mort le 18 février 1966 à Melbourne, est un haut commandant de la Force aérienne royale australienne (Royal Australian Air Force - RAAF). Vétéran de la Première Guerre mondiale, il participe pour la première fois aux combats en tant que soldat de la première force impériale australienne lors de la bataille des Dardanelles. En 1917, il est transféré dans l'Australian Flying Corps et vole avec le No. 1 Squadron au Moyen-Orient, où il reçoit deux citations militaires. Ayant intégré l'Australian Air Corps après la guerre, il est transféré en 1921 dans la RAAF, récemment établie. En 1925, il devient le premier commandant du No. 3 Squadron nouvellement reformé à RAAF Station Richmond (Nouvelle-Galles du Sud).
Frank Lukis dirige ensuite le No. 1 Squadron au début des années 1930, et est promu group captain en 1938. Nommé officier de l'ordre de l'Empire britannique la même année, il est responsable de la RAAF Station à Laverton (État de Victoria) pendant les premières années de la Seconde Guerre mondiale. Il occupe ensuite des postes de haut commandement dans le théâtre du Pacifique Sud-Ouest, notamment dans la zone Nord (plus tard zone Nord-Est), pour laquelle il est nommé Commandeur de l'ordre de l'Empire britannique, et dans le No. 9 Operational Group (plus tard Northern Command). Frank Lukis siège également à l'Air Board, l'organe de contrôle de la RAAF, en tant qu'Air Member for Personnel. Après sa retraite de l'armée de l'air en 1946, il devient directeur de l'Australian National Airways et participe activement aux associations d'anciens combattants. Il meurt en 1966 à l'âge de soixante-neuf ans.

## Jeunesse et Première Guerre mondiale

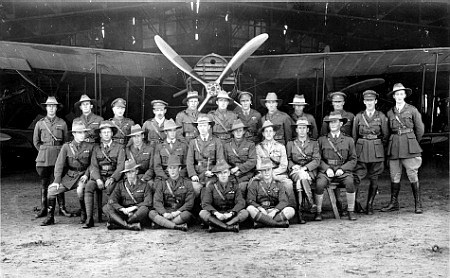
Le lieutenant Frank Lukis (rangée du milieu, quatrième à gauche) avec des officiers du No. 1 Squadron de l'Australian Flying Corps devant un Bristol Fighter, Palestine, novembre 1918.

Frank William Fellowes Lukis nait le 27 juillet 1896 à Balingup, en Australie-Occidentale. Il est le fils de l'éleveur bovin William Fellowes Lukis et de sa femme Jean, née Campbell. Il fait ses études à la Hale School située à Perth, et travaille ensuite dans la ferme familiale. En octobre 1914, il s'engage dans la première force impériale australienne au sein du 10th Light Horse Regiment, le seul régiment de ce type créé en Australie-Occidentale,,.
Il part de Fremantle à bord du A47 Mashobra le 17 février 1915 avec le grade de caporal, et participe aux combats de Gallipoli puis d'Égypte,. À Gallipoli, son régiment prend part à la bataille du Nek et de la colline 60, avant d'être retiré en décembre et redéployé en Égypte. Là, il prend part à la campagne contre l'Empire ottoman dans le Sinaï, notamment à la bataille de Romani.
Frank Lukis est engagé comme second lieutenant en juillet 1916 et promu lieutenant en décembre. Le 25 février 1917, il est transféré vers l'Australian Flying Corps (AFC) et est affecté au No. 1 Squadron (également connu jusqu'en 1918 sous le nom de No. 67 Squadron, Royal Flying Corps), opérant au Sinaï et en Palestine,. Il effectue des missions de reconnaissance en tant qu'observateur dans des Royal Aircraft Factory B.E.2 d'avril à septembre 1917,. En janvier 1918, il termine sa formation de pilote et commence à effectuer des sorties de chasse et d'attaque au sol à bord de Bristol Fighter,. Il reçoit deux citations militaires pour services distingués avec l'AFC au Moyen-Orient, la première fois le 16 janvier 1918 et la seconde le 12 janvier 1920,,. Frank Lukis termine la guerre comme chef d'escadrille avec le grade temporaire de captain, et rentre en Australie le 5 mars 1919,.

## Entre-deux-guerres

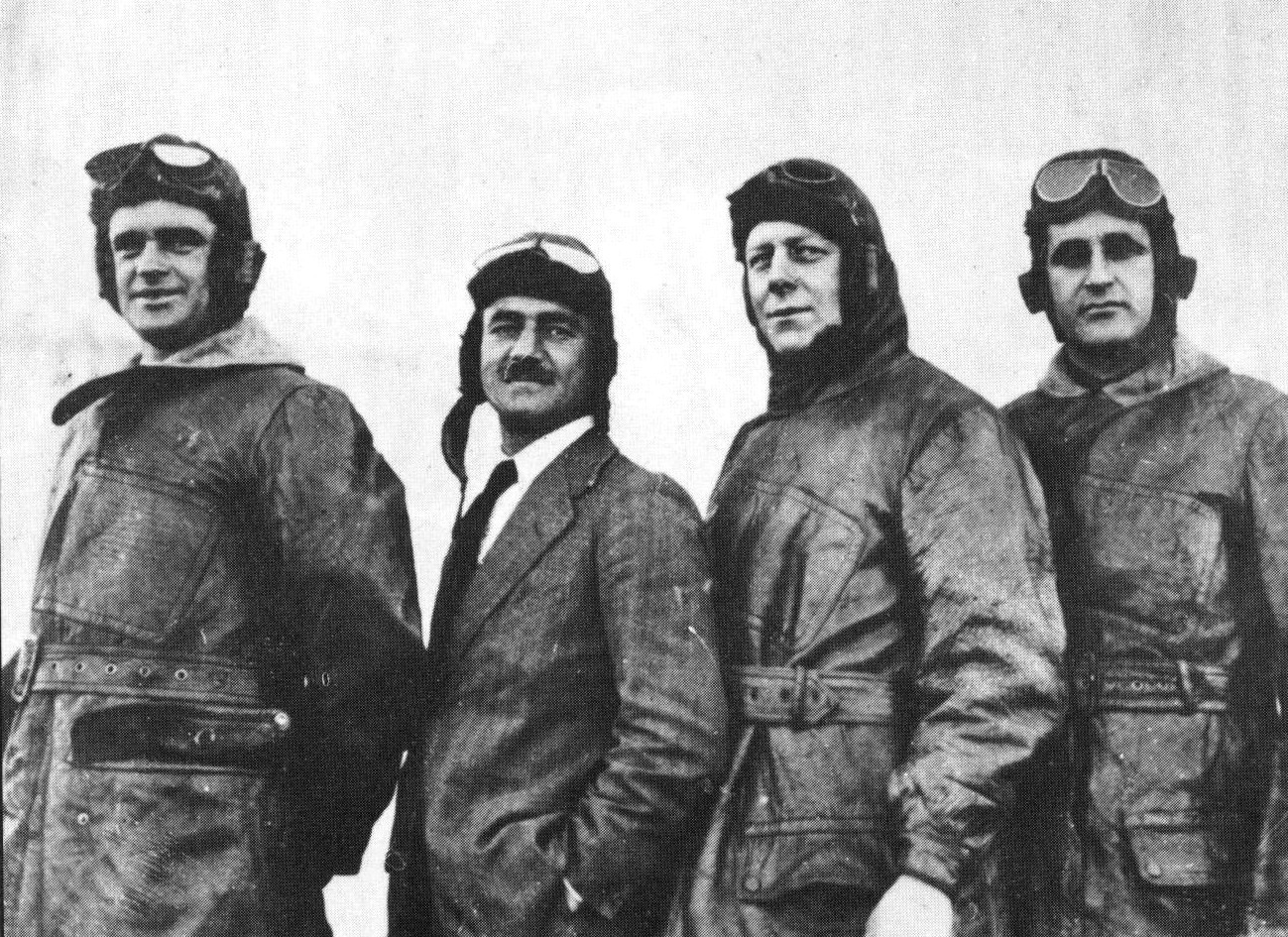
Le flight lieutenant Frank Lukis (premier à gauche) et d'autres membres du No. 3 Squadron à RAAF Richmond en 1925.

Avec la dissolution de l'AFC après la guerre, Frank Lukis rejoint l'éphémère Australian Air Corps au début de l'année 1920. Il est transféré vers la nouvellement formée Royal Australian Air Force en mars de l'année suivante. Avec le grade de flying officer (flight lieutenant honoraire), il est l'un des vingt-et-un officiers de l'effectif initial de l'armée de l'air australienne lors de sa formation, et devient populairement connu sous le nom de « Luke »,. En février 1922, il arpente la route aérienne entre Perth et Port Augusta, en Australie-Méridionale. Il prend également part à l'une des premières démonstrations aériennes publiques du service embryonnaire en mai de la même année, lorsque lui et un autre aviateur pilotent des Airco DH.9 dans des combats aériens simulés avec quatre Royal Aircraft Factory S.E.5 pendant le New South Wales Aerial Pageant (spectacle aérien de Nouvelle-Galles du Sud) à Victoria Park, à Sydney. Le 21 juillet 1925, il épouse Florence St Aubyn Allen à l'église anglicane de St Mary, dans la banlieue ouest de Perth ; le couple aura deux fils. L'année précédente, Frank Lukis est témoin au mariage du squadron leader Frank McNamara, le seul récipiendaire de la Croix de Victoria dans l'AFC pendant la Première Guerre mondiale.
Le No. 3 Squadron est reformé à RAAF Point Cook le 1er juillet 1925, avec Frank Lukis comme commandant (CO). Au cours de la semaine suivante, avec des DH.9 et des S.E.5, l'unité s'établit à la toute nouvelle base de l'armée de l'air, la RAAF Station Richmond, en Nouvelle-Galles du Sud. Prévenu d'une inspection prochaine par le chef d'état-major de la Force aérienne, le group captain Richard Williams, Frank Lukis a la prévoyance de mettre en place un programme d'embellissement rapide de la base, en organisant la livraison de plantes en pot et d'arbustes. Richard Williams, notoirement pointilleux, conclut l'inspection en se déclarant « agréablement surpris... que tant de choses aient été faites si rapidement ». Pendant toute la durée de son affectation en tant que commandant du No. 3 Squadron, Frank assume également les fonctions de commandant de la base. Il est promu squadron leader le 2 juillet 1927 et passe le commandement du squadron au squadron leader Harry Cobby le 13 janvier 1930. Il occupe le poste de commandant du No. 1 Squadron de 1930 à 1934, interrompu en 1931 par une affectation en Grande-Bretagne pour suivre les cours du RAF Staff College à Andover. Élevé au grade de wing commander, il est placé à la tête du No. 1 Aircraft Depot à RAAF Station Laverton en 1936. Il prend le commandement No. 1 Flying Training School de Point Cook de janvier 1938 à novembre 1939, et est nommé officier de l'ordre de l'Empire britannique dans le cadre des King's Birthday Honours de 1938, puis promu group captain en juillet de la même année,.

## Seconde Guerre mondiale

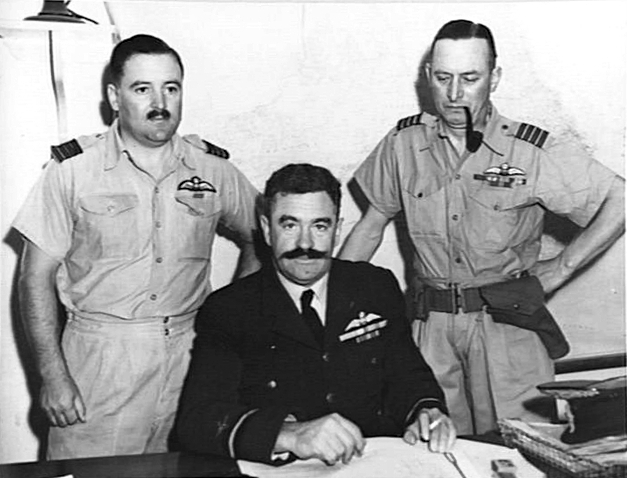
L'air commodore Frank Lukis (au centre) remet le commandement de la zone nord-est au group captain Harry Cobby (à droite) en août 1942.

Commandant de RAAF Station Laverton depuis décembre 1939, Frank Lukis est nommé air commodore par intérim et affecté le 8 mai 1941 à Townsville, dans le Queensland, en tant que premier air officer commanding de la zone Nord,. Décrit par le major general Lewis H. Brereton, commandant de l'US Far East Air Force, comme « un homme brun, costaud, énergique et doté d'un grand sens de l'humour » et qui est très « attentif à la situation », Frank Lukis est chargé de la défense aérienne de la côte nord de l'Australie. Sa tâche est compliquée par un équipement loin des standards de l'époque et de plus en faible quantité, n'ayant comme seuls chasseurs des CAC Wirraway. En janvier 1942, la zone Nord est divisée en une zone Nord-Ouest et une zone Nord-Est, Frank Lukis restant responsable de cette dernière en tant qu'air commodore temporaire. Le mois suivant, il avertit le commandement supérieur du mauvais état de préparation et du faible moral des troupes de l'armée australienne basées à Port Moresby, en Nouvelle-Guinée, en raison du manque de couverture aérienne et du manque apparent d'intérêt des échelons gouvernementaux. En mars, dix-sept P-40 Kittyhawk du No. 75 Squadron RAAF, nouvellement formé sous le commandement de la zone Nord-Est, sont déployés ; l'unité se distinguera bientôt dans la bataille de Port Moresby (en),.

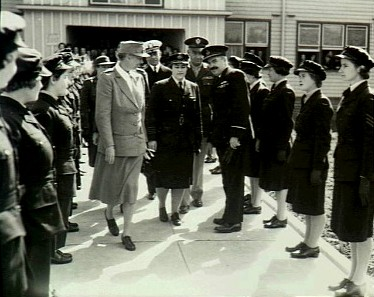
Frank Lukis (à droite au centre) en tant qu'Air Member for Personnel, avec Eleanor Roosevelt (à gauche au centre) et la group officer Clare Stevenson (au centre) devant une garde d'honneur de la WAAAF à Melbourne en 1943.

À la fin du mois d'avril 1942, les forces de Frank Lukis se composent de trois escadrons (polyvalent, de transport et de chasse) à Townsville, d'un escadron polyvalent à RAAF Station Amberley, dans le sud du Queensland, et de quatre escadrons (trois polyvalents et un de chasse) à Port Moresby. Affecté au quartier général de la RAAF à Melbourne, en tant qu'Air Member for Personnel, il transmet le commandement de la zone Nord-Est au group captain (plus tard air commodore) Harry Cobby le 25 août,. Le 23 mars 1943, Frank Lukis est nommé Commandeur de l'ordre de l'Empire britannique pour le « courage, l'esprit d'entreprise et le dévouement » dont il a fait preuve dans la zone Nord-Est,. En tant qu'Air Member for Personnel, il occupe un siège au Air Board, l'organe de contrôle de la RAAF, présidé par le Chief of the Air Staff. À ce poste, il se heurte au group officer Clare Stevenson, dirigeante de la Women's Auxiliary Australian Air Force, au sujet des plans visant à réduire le nombre d'officiers féminins dans les rôles techniques. Clare Stevenson est obligée de s'excuser auprès de Frank Lukis pour être passée outre le Deputy Chief of the Air Staff afin d'exprimer son opposition au projet ; néanmoins, les réductions de ces postes n'ont pas eu lieu.
En novembre 1943, Frank Lukis prend en charge le No. 9 Operational Group (OG no 9), la principale formation mobile de la RAAF dans le Pacifique à l'époque, après que son commandant, l'air commodore Joe Hewitt (en), soit licencié par le Chief of the Air Staff, l'air vice-marshal George Jones en raison d'allégations de mauvaise discipline et de mauvais moral,. Le changement de direction consterne le commandement de la zone du Pacifique Sud-Ouest dirigée par les États-Unis, dont les officiers supérieurs, le lieutenant general George Kenney et le major general Ennis Whitehead (en), ne tiennent pas Frank Lukis en aussi haute estime que son prédécesseur. Au cours des deux mois suivants, le No. 9 OG soutient l'invasion alliée de la Nouvelle-Bretagne. Le 17 janvier 1944, Frank Lukis monte une opération avec une force de soixante-treize avions comprenant des bombardiers légers Bristol Beaufort et des chasseurs Kittyhawk et Spitfire, ce qui en fait la plus grande frappe entreprise par les Australiens à cette date. Cependant, elle ne rencontre aucune opposition et Frank Lukis fait part à Whitehead de ses inquiétudes quant au rôle de « nettoyage » qui lui a été assigné et qui empêche ses pilotes de chasse de s'engager dans des combats aériens,.

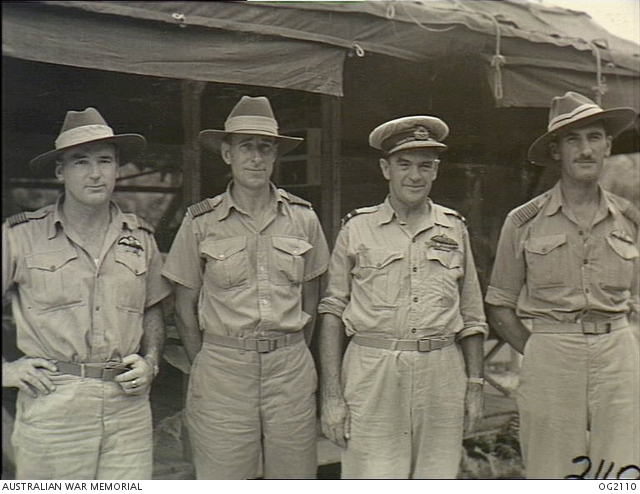
Frank Lukis (troisième en partant de la gauche) avec trois autres officiers de la RAAF à Torokina en janvier 1945.

Au fur et à mesure que le conflit du Pacifique se déplace vers le nord, les tâches opérationnelles du No. 9 OG diminuent et la formation est alors connue dans la RAAF sous le nom de « groupe non opérationnel »,. Lorsqu'on lui ordonne de transférer l'une de ses escadres, la No. 73 Wing, vers les îles de l'Amirauté pour escorter des convois à la fin février, Frank Lukis se plaint directement à George Kenney que c'est un gaspillage de ressources, mais sa plainte est rejetée. Le reste du No. 9 OG devient une force de garnison en Nouvelle-Guinée et est renommé Northern Command le 11 avril 1944 pour mieux refléter ce nouveau statut ; son rôle original de frappe mobile est repris par le No. 10 Operationnal Group (devenu plus tard l'Australian First Tactical Air Force),. Frank Lukis est à nouveau pressenti pour le poste d'Air Member for Personnel lorsque le titulaire, l'air vice-marshal par intérim Adrian Cole, est démis de ses fonctions à la suite d'accusations d'ivresse lors d'une réunion du quartier général de la RAAF en novembre 1944. Frank Lukis reste cependant responsable du Northern Command. Au moins d'avril, il prend le commandement du No. 2 Training Group à Melbourne, poste qu'il occupe jusqu'à la fin de la guerre du Pacifique,.

## Après la guerre
Frank Lukis prend sa dernière affectation à la RAAF, en tant qu'air officer commanding de la zone Est, en décembre 1945. Avec la fin des hostilités, il est sommairement mis à la retraite avec un certain nombre d'autres commandants supérieurs et d'anciens combattants de la Première Guerre mondiale, apparemment pour faire place à l'avancement d'officiers plus jeunes et tout aussi capables,. Selon l'historien de la RAAF Alan Stephens, l'Air Board a estimé que Frank Lukis « n'avait pas assumé un rôle correspondant à son ancienneté pendant la guerre, une accusation étrange à porter contre un homme qui avait été Air Member for Personnel et AOC du groupe opérationnel le plus important de la RAAF dans la zone du Pacifique Sud-Ouest ». Il est officiellement libéré le 2 mai 1946. Employé par l'Australian National Airways (ANA) après avoir quitté l'armée de l'air, il devient directeur de l'aérodrome d'Essendon, à Melbourne. Il prend en charge le bureau de la compagnie aérienne à Canberra en 1952, avant de rejoindre une société de courtage en 1957, l'année où ANA fusionne avec Ansett Airways pour devenir Ansett-ANA. Actif dans les organisations d'anciens combattants, il est président de l'Air Force Association de Victoria en 1947-48, et participe à la fondation du Commonwealth Club de Canberra en 1954. Frank Lukis meurt à Melbourne d'un cancer le 18 février 1966, et est incinéré,.